# مئانیا
مُئانیا (به اسپانیایی: Moaña) یک شهرستان در اسپانیا است که در استان پنتبدرا واقع شده‌است.

## خصوصیات
مئانیا ۳۱٫۵ کیلومترمربع مساحت و ۱۸٬۷۰۹ نفر جمعیت دارد و ۰ متر بالاتر از سطح دریا واقع شده‌است.